# Robsonius
Robsonius és un gènere d'ocells passeriformes actualment classificat a la família dels locustèl·lids.

## Taxonomia
El generè ha patit diverses reubicacions taxonòmiques. Incialment fou classificat a la família dels timàlids (Timaliidae). Després el COI el situà als pel·lornèids (Pellorneidae). Fins que el reclassificà als locustèl·lids.
Segons la classificació del Congrés Ornitològic Internacional (versió 13.2, 2023) el present gènere està format per tres espècies:
- Robsonius rabori - turdina de Rabor.
- Robsonius thompsoni - turdina de Sierra Madre.
- Robsonius sorsogonensis - turdina de Sorsogon.